# Večer
Večer (kyrillisch: Вечер, deutsch: „Der Abend“) ist eine Tageszeitung in Nordmazedonien. Sie erschien erstmals am 11. November 1963, zunächst als mazedonische Zeitung in Jugoslawien.

## Publikationsform
Večer gehört zu dem überregionalen Zeitungen Nordmazedoniens. Sie wird täglich außer sonntags publiziert.

## Chefredakteur
Chefredakteur ist der in seinem Land mehrfach zum Journalisten des Jahres gewählte Journalist Dragan Pavlović Latas.